# Adhémar Foucart
Adhémar François Foucart (Mainvault, 23 februari 1862 - 31 maart 1949) was een Belgisch volksvertegenwoordiger en burgemeester.

## Levensloop
Foucart behoorde tot een talrijke familie in Mainvault. Hij werd doctor in de geneeskunde aan de Katholieke Universiteit Leuven en behoorde er tot de oprichters van de Royale Union Athoise des Etudiants de Louvain. Hij trouwde en had een dochter, Cornélie Foucart (1905-1998).
Hij was gemeenteraadslid van Mainvault van 1895 tot 1926 en van 1930 tot 1938. Hij was burgemeester van 1914 tot 1926 en van 1930 tot 1938.
Einde 1918 volgde hij de overleden katholieke volksvertegenwoordiger voor het arrondissement Doornik Joseph Hoÿois op. Hij vervulde dit mandaat tot aan de wetgevende verkiezingen van 1919.